# Soné
Ne doit pas être confondu avec Sone.
Soné est une commune située dans le département de Tenkodogo de la province de Boulgou dans la région du Centre-Est au Burkina Faso.